# جوزيف-إتيان دوسولت
جوزيف-إتيان دوسولت هو صناعي وسياسي كندي، ولد في 17 أكتوبر 1884 في شوديير أبالاش في كندا، وتوفي في 25 ديسمبر 1943. نشط حزبياً في الحزب الليبرالي الكندي. وقد انتخب عضو مجلس العموم الكندي.